# Společnost s ručením omezeným
Společnost s ručením omezeným, abgekürzt s.r.o., ist die tschechische Bezeichnung für die Rechtsform der haftungsbeschränkten Gesellschaft in der Tschechischen Republik, deutsch Gesellschaft mit beschränkter Haftung.
Die Gesellschaft kann auf Grundlage einer Gründungsurkunde durch eine Person (natürliche Person oder juristische Person) oder eines durch mehrere Personen abgeschlossenen Gesellschaftsvertrags gegründet werden. Eine Gesellschaft mit beschränkter Haftung mit einem Gesellschafter kann nicht Alleingesellschafter einer anderen Gesellschaft mit beschränkter Haftung werden, oder eine solche Gesellschaft gründen. Sowohl die Gründungsurkunde als auch der Gesellschaftsvertrag müssen durch einen Notar beurkundet werden. Im Gründungsdokument wird ebenfalls festgelegt, ob die Gesellschaft mit beschränkter Haftung eine Satzung festlegt.
Die Höhe des Stammkapitals der Gesellschaft muss seit 1. Januar 2014 mindestens 1,– CZK betragen. Bis dahin wurden 200.000 Kronen benötigt. Sacheinlagen müssen vor der Eintragung der Gesellschaft in das Handelsregister niedergelegt werden. Die Gründungsurkunde oder der Gesellschaftsvertrag müssen die Sacheinlagen spezifizieren. Ihr Wert wird auf der Grundlage eines Gutachtens eines unabhängigen Sachverständigen, der zu diesem Zwecke vom Gericht bestellt wird, bestimmt. Mindestens 30 % der finanziellen Einlagen müssen vor der Eintragung in das Handelsregister eingezahlt werden. Falls das Unternehmen von einer einzigen Person gegründet wird, muss das Stammkapital vor der Eintragung ins Handelsregister voll eingezahlt worden sein.
Die Gesellschaft mit beschränkter Haftung hat keinen Vorstand. Die Gesellschaft wird durch einen oder mehrere Geschäftsführer vertreten. Deren Anzahl ist gesetzlich nicht eingeschränkt. Der Geschäftsführer wird durch die Gesellschafterversammlung, das oberste Organ der Gesellschaft oder den Alleingesellschafter, der die Wirksamkeit einer Gesellschafterversammlung ausübt, ernannt. Jeder Geschäftsführer vertritt die Gesellschaft unabhängig, falls dies in der Gründungsurkunde oder in der Satzung nicht anders festgelegt ist. Das Gesetz legt für Gesellschaften mit beschränkter Haftung keine Pflicht, einen Aufsichtsrat zu erstellen, fest; ein Aufsichtsrat kann jedoch auf Grundlage der Gründungsurkunde oder des Gesellschaftsvertrags gestellt werden. Der Aufsichtsrat besteht aus mindestens drei durch die Gesellschafterversammlung gewählten Mitgliedern.